# Katav-Ivanovskij rajon
Il Katav-Ivanovskij rajon (in russo Катав-Ивановский район?) è un rajon dell'oblast' di Čeljabinsk, nella Siberia occidentale. Istituito nel 1926, il suo capoluogo è Katav-Ivanovsk.